# Movimiento contra la guerra

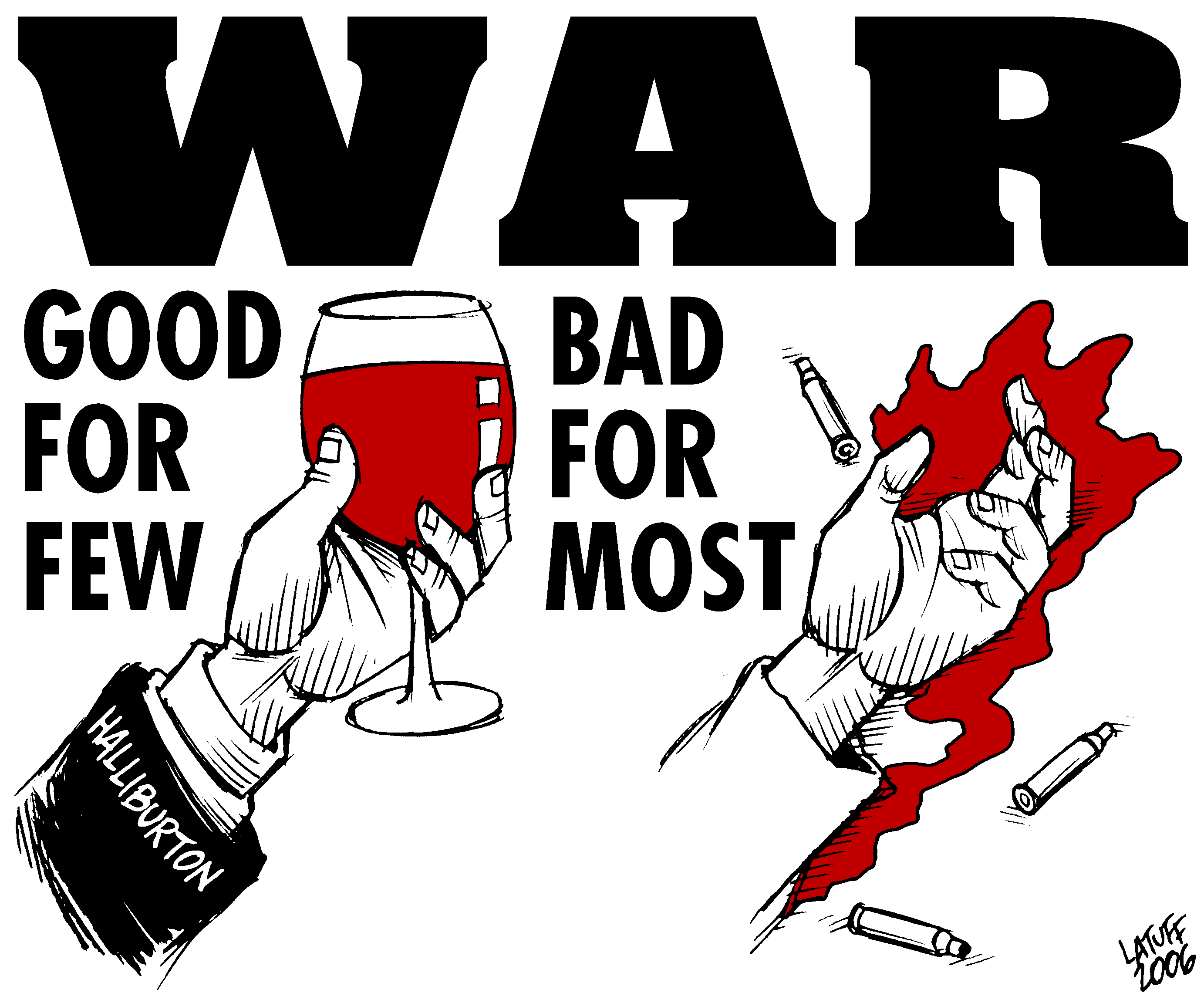
Póster antiguerra.

Un símbolo de la paz, diseñado originalmente para la Campaña para el Desarme Nuclear.

Un movimiento contra la guerra (también conocido como antiguerra o antibélico) es un movimiento social, usualmente en oposición a la decisión de una nación en particular de iniciar o llevar a cabo un conflicto armado, incondicional de una causa justa tal vez existente. El término también puede referirse al pacifismo, que es la oposición a todo uso de la fuerza militar durante los conflictos. Los activistas contra la guerra trabajan a través de la protesta y otras bases para intentar presionar a un gobierno (o gobiernos) para que ponga fin a una guerra o conflicto en particular.

## Historia de los movimientos modernos

### Guerra de Secesión
Un evento clave en la historia temprana de la postura moderna contra la guerra en la literatura y la sociedad fue la guerra de Secesión. La candidatura de George McClellan para Presidente de los Estados Unidos como un "Demócrata de la Paz" contra el presidente Abraham Lincoln promulgaba los lineamientos de la postura antibélica: el costo que generaba la guerra y el llamado a terminar con los horrores de la misma. Durante la guerra, los disturbios del proyecto de Nueva York se iniciaron como protestas violentas contra la ley de reclutamiento de Abraham Lincoln. 

### Primera Guerra Mundial
En Gran Bretaña, en 1914, el campamento anual del Cuerpo de Entrenamiento de Oficiales de las Escuelas Públicas se llevó a cabo en Tidworth Pennings, cerca de la llanura de Salisbury. El jefe del ejército británico lord Kitchener debía revisar a los cadetes, pero la inminencia de la guerra lo impidió. El general Horace Smith-Dorrien fue enviado en su lugar. Sorprendió a los dos o tres mil cadetes al declarar (en palabras de Donald Christopher Smith, un cadete bermudeño que estaba presente) que la guerra debía evitarse a cualquier costo, que la guerra no resolvería nada, que toda Europa se reduciría a la ruina y la pérdida de vidas sería tan grande que poblaciones enteras serían diezmadas.
Con la creciente mecanización de la guerra, la oposición a sus horrores creció, particularmente a raíz de la Primera Guerra Mundial. Los movimientos culturales europeos de vanguardia como el dadaísmo fueron explícitamente pacifistas.

### Segunda Guerra Mundial

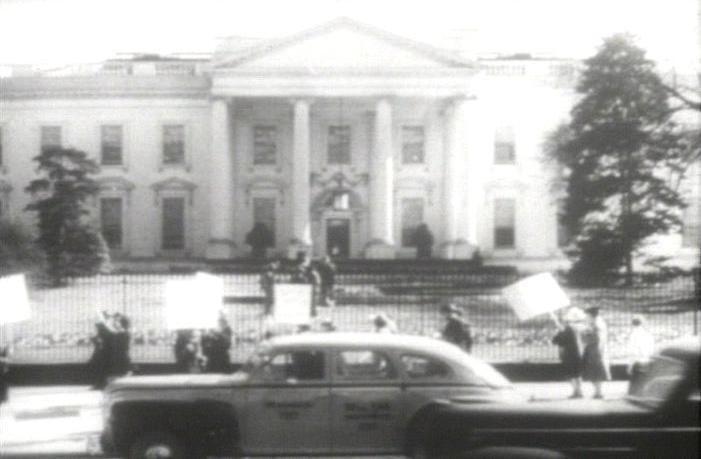
Protestas pacifistas frente a la Casa Blanca.

La oposición a la Segunda Guerra Mundial fue la más vocal durante su período inicial, y aún más fuerte antes de que comenzara, mientras que el apaciguamiento y el aislacionismo se consideraban opciones diplomáticas viables. Las organizaciones dirigidas por los comunistas, incluidos los veteranos de la guerra civil española, se opusieron a la guerra durante el período del pacto Hitler-Stalin, pero luego se convirtieron en halcones después de que Alemania invadió la Unión Soviética.

### Guerra de Vietnam
En 1973 se realizó una marcha en Washington tras la reelección de Richard Nixon el lanzamiento de bombas en Vietnam. Al darse el retiro de las tropas estadounidenses las protestas se diluyeron paulatinamente. 

### Guerra de Irak

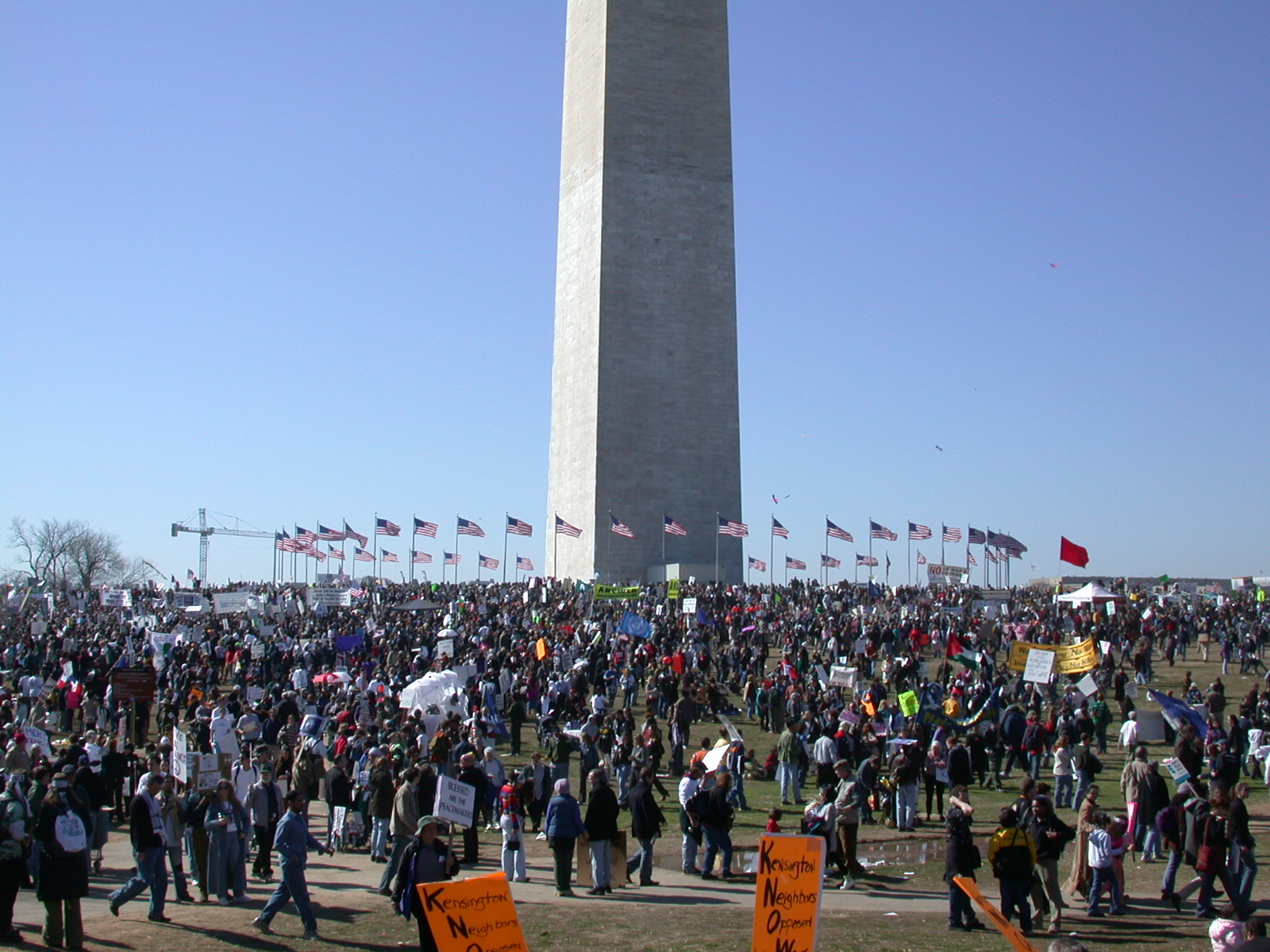
Manifestiación antibélica en Washington D. C., 15 de marzo de 2003.

La posición antiguerra obtuvo un renovado apoyo y atención tras la invasión a Irak en 2003 por los Estados Unidos y sus aliados. Millones de personas protagonizaron protestas masivas en todo el mundo en el preludio inmediato de la invasión, y las manifestaciones y otras formas de activismo contra la guerra se prolongaron a lo largo de la ocupación.